# Herr Arnes penningar
Herr Arnes penningar (Het geld van heer Arne) is een boek van de Zweedse schrijfster Selma Lagerlöf, dat uitgegeven werd in 1904. Lagerlöf baseerde het verhaal op een waargebeurd voorval in Solberga in Bohuslän. Op 15 februari 1586 was in de pastorie in Solberga een zekere heer Arne vermoord.
Het boek werd in 1919 verfilmd door Mauritz Stiller als zwijgende film onder de titel Herr Arnes pengar (Sir Arne's Treasure) en in 1954 door Gustaf Molander onder de titel Herr Arnes Penningar met Ulla Jacobsson.

## Verhaal
Herr Arnes penningar speelt zich af in een winter in de 16e eeuw in de kustplaats Marstrand in Bohuslän, dat toen deel uitmaakte van het Deens-Noorse koninkrijk. Heer Arne is een oude, rijke priester die in de pastorie van het nabij gelegen dorp Solberga woont. Op een nacht worden Arne, zijn familie en zijn huishouding overvallen door een groep Schotse huursoldaten die uit zijn op zijn geld en iedereen vermoorden. De rovers steken het huis in brand, om de overval eruit te laten zien als een ongeluk en de moorden te verbergen. Ze merken niet dat heer Arnes jongste pleegdochter Elsalill zich verstopt heeft en nog leeft. Een van de eerste mensen die na het ongeluk ter plaatse is, is Torarin, een arme visser uit Marstrand die zijn vis in de omgeving verkoopt. Hij vindt Elsalill en neemt haar mee naar Marstrand om bij hem en zijn moeder te komen wonen. Daar wordt Elsalill verliefd op de soldaat sir Archie, zonder hem te herkennen als de moordenaar van haar familie. Sir Archie wil Elsalill meenemen naar Schotland, maar dan grijpt de geest van Elsalills dode pleegzus in en laat Elsalill inzien wie Archie echt is. Ondertussen is de zee bevroren, waardoor de Schotse soldaten niet naar huis kunnen en de moordenaars onrustig worden. Elsalill is lang in tweestrijd, maar besluit uiteindelijk om haar geliefde te verraden, omdat ze nooit een gelukkig leven zal kunnen leven met de moordenaar van haar zus. Het verhaal eindigt ermee dat Elsalill sterft, nadat sir Archie haar in gijzeling heeft genomen. De moordenaars worden echter gevangengenomen, waarna het ijs eindelijk openbreekt en de zee weer bevaarbaar is.